# Cantone di Châteaubourg
Il Cantone di Châteaubourg era una divisione amministrativa dell'arrondissement di Rennes.
A seguito della riforma approvata con decreto del 18 febbraio 2014, che ha avuto attuazione dopo le elezioni dipartimentali del 2015, è stato soppresso.

## Composizione
Comprendeva i comuni di:
- Châteaubourg
- Domagné
- Louvigné-de-Bais
- Ossé
- Saint-Didier
- Saint-Jean-sur-Vilaine